# Слуга народу 2 (фільм, 2016)
«Слуга народу 2» (рос. Слуга народа 2, англ. Servant of the People 2) — українська політична кінокомедія 2016 року, знята українсько-російським режисером Олексієм Кирющенком. 
У квітня 2017 року фільм було номіновано у трьох категоріях на здобуття української національної кінопремії Золота дзиґа. У серпні 2017 року фільм було відібрано для участі в секції «Фокус на світове кіно» (англ. Focus on World Cinema) основної програми Монреальського міжнародного кінофестивалю 2017 .
Унікальність фільму у тому, що як зазначив письменник та кіносценарист Андрій Кокотюха, всупереч традиціям «Студії Квартал-95» які дев'ять своїх попередніх фільмів зробили 100-відсотково російськомовними, у фільмі "Слуга народу 2" вперше звучить українська мова і фільм "майже наполовину україномовний".

## Зв'язок з серіалом
Події фільму охоплюють частину другого сезону однойменного серіалу «Слуга народу».

## Сюжет
Президент Василь Голобородько (Володимир Зеленський) при владі вже майже півроку. Економічна ситуація в країні погіршилася, ціни зростають, національна валюта знецінюється. Кредит народної довіри до Президента стрімко падає. Задля стабілізації ситуації в країні Голобородьку необхідно отримати фінансову допомогу МВФ у розмірі 15 мільярдів євро, яку можуть надати, якщо в Україні будуть запроваджені реформи та прийняті антикорупційні закони. Проте Верховна Рада, якою потайки керують олігархи, блокує голосування по пакету цих законів.
Президент Голобородько у розпачі. Він змушений звернутися за порадою та за допомогою до свого запеклого політичного ворога — екс-Прем'єр-міністра Юрія Івановича Чуйка (Станіслав Боклан), якого сам посадив за ґрати після корупційного скандалу. Чуйко пропонує допомогти Президентові вирішити його завдання за умови своєї амністії. Він розробляє хитромудру стратегію, в якій необхідно штучно створити конфлікт інтересів у олігархів та примусити Верховну Раду прийняти пакет непопулярних серед депутатів антикорупційних законів.
Тимчасові союзники — Президент та екс-Прем'єр-міністр — вирушають у подорож по Україні, аби реалізувати свій план. Вони побувають у Харкові, Одесі, Запоріжжі, Дніпрі та у Львові. На них чекає велика кількість пригод, випробувань та навіть переслідування «тітушками».

## Виробництво
Фільм став 10 стрічкою Студії Квартал-95, починаючи з фільму "Кохання у великому місті", який студія випустила у прокат ще у 2009 році. Унікальність фільму у тому, що як зазначив письменник та кіносценарист Андрій Кокотюха, всупереч традиціям «Студії Квартал-95», які дев'ять свої попередніх фільмів зробили 100-відцотково російськомовними, у фільмі "Слуга народу 2" вперше звучить українська мова і фільм "майже наполовину україномовний".
Зйомки фільму розпочалися 13 серпня 2016 року на Центральному залізничному вокзалі в Києві та проходили, окрім столиці, в Одесі, Львові, Харкові та в Запоріжжі. У саундтреці фільму використано пісні таких українських гуртів як «Pianoбой», «Бумбокс», «Друга Ріка» тощо.

## У ролях
| • Володимир Зеленський | … | Василь Петрович Голобородько, Президент України       |
| • Станіслав Боклан     | … | Юрій Іванович Чуйко, колишній Прем'єр-міністр         |
| • Анастасія Чепелюк    | … | Ганна Михайлівна, радник Президента                   |
| • Євген Кошовий        | … | Сергій Вікторович Мухін, Міністр закордонних справ    |
| • Міка Фаталов         | … | Михайло, Голова Служби безпеки України                |
| • Георгій Поволоцький  | … | Анатолій, начальник охорони                           |
| • Сергій Калантай      | … | Отто Адельвайнштайнер, глава МВФ                      |
| • Анастасія Трітенко   | … |                                                       |
| • Ольга Жуковцова      | … | Оксана Сковорода, помічник міністра закордонних справ |
| • Володимир Горянський | … | Рустем Ашотович Маматов, олігарх                      |
| • Дмитро Лалєнков      | … | Михайло Ройзман, олігарх                              |
| • Юрій Гребельник      | … | Андрій Миколайович Німчук, один з олігархів           |
| • Андрій Данилко       | … | Вєрка Сердючка                                        |
| • Євген Білозеров      | … | кореспондент новин                                    |

## Знімальна група
- Автор сценарію — Андрій Яковлєв, Олексій Кирющенко, Юрій Костюк, Юрій Микуленко, Дмитро Григоренко, Дмитро Козлов, Олександр Брагін
- Режисер-постановник — Олексій Кирющенко
- Продюсери — Володимир Зеленський, Андрій Яковлєв, Сергій Шефір, Борис Шефір
- Оператор — Сергій Кошель
- Художник-постановник — Вадим Шинкарьов

## Реліз
Доперм'єрний показ фільму відбувся 19 грудня 2016 у Києві. Фільм вийшов в широкий український прокат 23 грудня 2016 року. Дистриб'ютором фільму в Україні виступила комапанія UFD.
На додачу до України, стрічка також вийшла у кінопрокат у Білорусі 27 квітня 2017 року.

## Нагороди та номінації
| Список нагород та номінацій           | Список нагород та номінацій | Список нагород та номінацій   | Список нагород та номінацій | Список нагород та номінацій | Список нагород та номінацій |
| Кінопремія                            | Дата церемонії              | Категорія                     | Номінант(и)                 | Результат                   | Дж                          |
| ------------------------------------- | --------------------------- | ----------------------------- | --------------------------- | --------------------------- | --------------------------- |
| Національна кінопремія «Золота дзиґа» | 20.04.2017                  | Найкращий фільм               | Слуга народу 2              | Номінація                   | [ 4 ] [ 5 ] [ 13 ]          |
| Національна кінопремія «Золота дзиґа» | 20.04.2017                  | Найкращий актор               | Володимир Зеленський        | Номінація                   | [ 4 ] [ 5 ] [ 13 ]          |
| Національна кінопремія «Золота дзиґа» | 20.04.2017                  | Найкращий актор другого плану | Євген Кошовий               | Номінація                   | [ 4 ] [ 5 ] [ 13 ]          |